# Estación Kikuma
La estación Kikuma (菊間駅 Kikuma-eki?) es una estación de la línea Yosan de la Japan Railways que se encuentra en la ciudad de Imabari de la prefectura de Ehime. El código de estación es el "Y45".

## Características
Es la última estación de la ciudad de Imabari en dirección hacia la ciudad de Matsuyama.

## Estación de pasajeros
Cuenta con dos plataformas, entre las cuales se encuentran las vías. Cada plataforma cuenta con un andén (andenes 1 y 2). El andén 2 es el principal y, solo para permitir el sobrepaso a los servicios rápidos se utiliza el andén 1.

### Andenes
| 1 | ● Línea Yosan | Hacia Imabari, Nyugawa, Saijō, Niihama, Iyomishima, Kawanoe y Kanonji (solo para permitir el sobrepaso a los servicios rápidos) |
| 1 | ● Línea Yosan | Hacia Hōjō y Matsuyama (solo para permitir el sobrepaso a los servicios rápidos)                                                |
| 2 | ● Línea Yosan | Hacia Imabari, Nyugawa, Saijō, Niihama, Iyomishima, Kawanoe y Kanonji (los servicios rápidos no se detienen)                    |
| 2 | ● Línea Yosan | Hacia Hojo y Matsuyama (los servicios rápidos no se detienen)                                                                   |

## Alrededores de la estación
- Dependencia Kikuma del Ayuntamiento de la Ciudad de Imabari
- Ruta nacional 196
- Museo de las Tejas (el pueblo de Kikuma fue pionera en la región de Shikoku en su fabricación, antes de ser absorbida por la ciudad de Imabari).
- Cascada de Kasen (歌仙の滝 Kasen-no-taki?)

## Historia
- 1925: el 21 de junio se inaugura la estación Kikuma.
- 1987: el 1° de abril pasa a ser una estación de la división Ferrocarriles de Pasajeros de Shikoku de la Japan Railways.

## Estación anterior y posterior
- Línea Yosan 
  - Estación Iyokameoka (Y44)  <<  Estación Kikuma (Y45)  >>  Estación Asanami (Y46)